# Avenida Blanco Galindo
La autopista Blanco Galindo es la vía de mayor distinción de la ciudad de Cochabamba en Bolivia.
Su recorrido es alrededor de 13 km terminando en la Avenida de la Integración en Quillacollo que posteriormente conecta a la Avenida Albina Patiño (carretera a Oruro) y a la nueva carretera a La Paz. Su recorrido cruza 3 municipios del Área Metropolitana de Cochabamba como Cercado, Colcapirhua y Quillacollo.
Se llama así en honor al expresidente de la República Carlos Blanco Galindo.

## Cambios y Modificaciones
Esta Avenida tuvo algunas refacciones como la inclusión del 3.er carril, convirtiéndola así en casi una autopista; también cuenta con una malla metálica en la zona central, que tiene el objetivo de separar los carriles de ida y vuelta, obligando así al transeúnte a usar las pasarelas.
Las pasarelas fueron ubicadas a lo largo de la Avenida para evitar los accidentes a las personas de a pie.
La conclusión de la Avenida, consistió en la construcción de calles empedradas colindantes con las veredas de las casas, y una ciclovia de ida y vuelta respectivamente colindantes a la misma avenida, arborización y limpieza desde el "km 1" hasta el "km 5".

## Atractivos y demás
La Avenida Blanco Galindo se caracteriza por tener a lo largo de su trayecto (especialmente desde el kilómetro 1 al kilómetro 6 1/2) diferentes lugares de esparcimiento y diversión tanto diurna como noturna.
Entre ellos tenemos Boliches como Lemon Twist, El choco, Mamma Luna, Los Molles, Mi Llajta, Planchitas y Pailitas Originales anexo II(en Colcapirhua), Las Mañaneras, El Vacilón y muchos otros boliches más esparcidos alrededor.
También cerca de la avenida podemos encontrar el Parque Mariscal Andrés de Santa Cruz conocido como "Mundo Acuático", el "Supermercado IC Norte" que cuenta con su sala de cine y shopping comercial con una Plaza de Comidas.
También encontramos el Hipermercado Hipermaxi, el "Viaducto de la Avenida Melchor Perez", en el km 10 el local LA TRANCA ORIGINAL (las frutillitas) en Colcapirhua.
- Datos: Q5713381